# Gebadolite
Gebadolite (em francês: Gbadolite) é uma cidade localizada na República Democrática do Congo. É a capital da província de Ubangui do Norte. A cidade está localizada a 12 km ao sul do rio Ubangui. Segundo estimativas para 2015, tinha 198 839 habitantes. Foi a cidade onde morou o antigo presidente Mobutu Sese Seko (nascido em Lisala).